# Epalpus rufipennis
Epalpus rufipennis är en tvåvingeart som först beskrevs av Macquart 1846.  Epalpus rufipennis ingår i släktet Epalpus och familjen parasitflugor.
Artens utbredningsområde är Colombia. Inga underarter finns listade i Catalogue of Life.